# Augustin-Louis Cauchy
Nam tước Augustin-Louis Cauchy (21 tháng 8, 1789 - 23 tháng 5, 1857) là một nhà toán học, nhà vật lý, kỹ sư người Pháp. Ông vào học Trường Bách khoa Paris (École Polytechnique) lúc 16 tuổi. Ông là người đầu tiên chứng minh định lí cơ bản của vi tích phân, tạo ra giải tích thực và tạo tiền đề để giải tích phức phát triển, ngoài ra còn nghiên cứu về nhóm hoán vị của đại số trừu tượng.

Là một nhà toán học thành công, ông đã để lại nhiều ảnh hưởng tới toán học sau này, tới mức mà Hans Freudenthal đã phát biểu rằng: 
Chẳng nhà toán học nào được lấy tên để đặt cho các định lí và ý tưởng nhiều như Cauchy.
Ông còn để lại ít nhất năm cuốn sách hoàn thiện và khoảng tám trăm bài báo về các chủ đề khác nhau của toán học cũng như toán vật lý.

## Tiểu sử

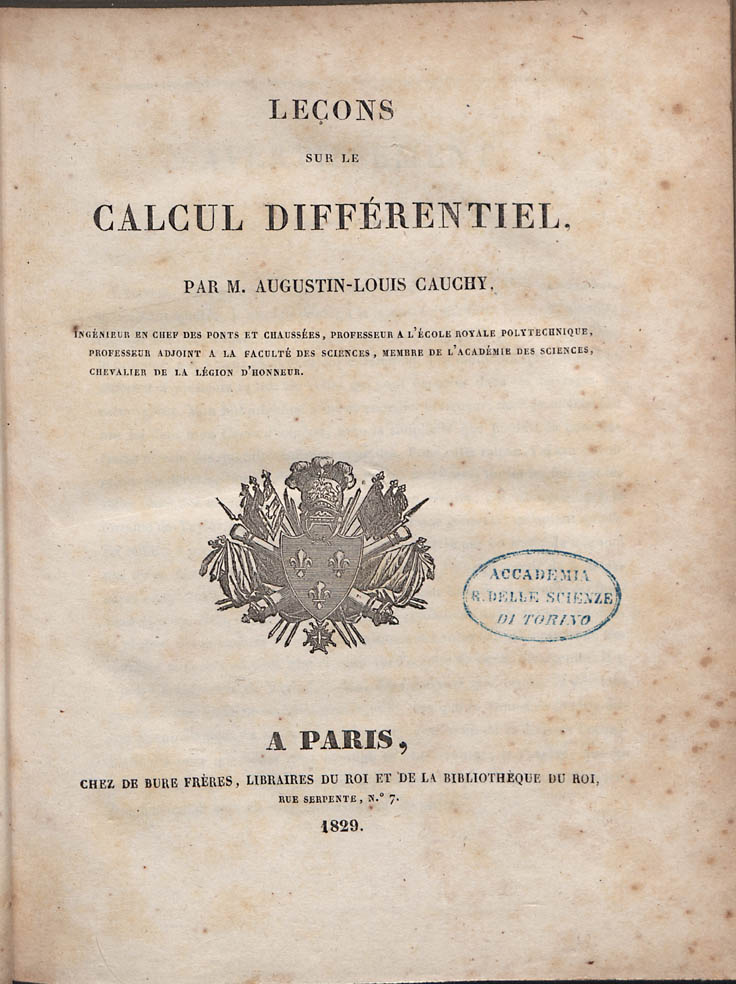
Leçons sur le calcul différentiel, 1829

### Tuổi trẻ và giáo dục
Cauchy là con trai của Louis François Cauchy (1760-1848) và Marie-Madeleine Desestre. Cauchy có hai anh em, Alexandre Laurent Cauchy (1792-1857), người đã trở thành chủ tịch của một bộ phận tòa án phúc thẩm vào năm 1847, và một thẩm phán của tòa án giám đốc thẩm vào năm 1849, và Eugène François Cauchy (1802-1877), một nhà báo cũng là người đã viết một số tác phẩm toán học.
Cauchy kết hôn với Aloise de Bure năm 1818. Cô ấy là một họ hàng của các nhà xuất bản đã xuất bản hầu hết các công trình của ông. Cauchy có hai con gái là Marie Françoise Alicia (1819) và Marie Mathilde (1823).
Cha Cauchy (Louis Francois Cauchy) là một viên chức cao trong cảnh sát Paris của chế độ mới. Ông đã mất chức vụ của mình vì cuộc Cách mạng Pháp (ngày 14 tháng 7 năm 1789) nổ ra một tháng trước khi Cauchy được sinh ra. Gia đình Cauchy sống sót qua cuộc cách mạng và Thời kì Khủng bố (tạm dịch từ Reign of Terror) và trốn thoát đến Arcueil, nơi ông được giáo dục đầu tiên từ cha của mình. Sau những thực hiện của Robespierre, gia đình trở về Paris an toàn. Cha ông (Louis-François Cauchy) tìm thấy cho mình một công việc hành chính và nhanh chóng lên chức. Khi Napoléon Bonaparte lên nắm quyền vào năm 1799,cha Cauchy được thăng tiến thêm một bước, trở thành Tổng thư ký của Thượng viện, làm việc trực tiếp dưới quyền của Laplace (người được biết đến với công trình toán học của mình). Nhà toán học nổi tiếng Lagrange cũng không quá xa lạ với gia đình Cauchy.
Theo lời khuyên của Lagrange, Augustin-Louis được ghi danh vào École Centrale du Panthéon, trường trung học tốt nhất của Paris tại thời điểm đó, trong mùa thu 1802. Hầu hết các chương trình giảng dạy bao gồm các ngôn ngữ cổ điển; Cauchy - một chàng trai trẻ và đầy tham vọng, là một sinh viên xuất sắc, giành được nhiều giải thưởng trong tiếng Latinh và Nhân văn học. Mặc dù những thành công này, Cauchy đã chọn một sự nghiệp kỹ thuật, và chuẩn bị cho bản thân thi đỗ vào École Polytechnique.
Năm 1805, ông đứng thứ hai trong số 293 ứng viên về kỳ thi này, và được nhận tuyển. Một trong những mục đích chính của trường là để cung cấp cho các kỹ sư dân dụng và quân sự trong tương lai một nền giáo dục khoa học và toán học cao cấp. Nhà trường có chức năng theo kỷ luật quân đội, khiến cho Cauchy có một số vấn đề trong việc thích nghi. Tuy nhiên, ông đã hoàn thành Polytechnique năm 1807, lúc 18 tuổi, và đã đi vào École des Ponts et Chaussées (Trường Cầu Đường). Ông tốt nghiệp kỹ sư dân dụng, với các danh hiệu cao nhất.

### Những năm tháng kỹ thuật
Sau khi hoàn thành khoá học vào năm 1810, Cauchy chấp nhận một công việc kỹ sư cơ sở tại Cherbourg, nơi Napoleon có ý định xây dựng một căn cứ hải quân. Augustin-Louis ở lại trong ba năm, và mặc dù ông đã có một công việc quản lý vô cùng bận rộn, ông vẫn tìm thấy thời gian để chuẩn bị ba bản thảo toán học mà ông đã gửi hội đồng cấp cao của Học viện Pháp quốc. Hai bản thảo đầu tiên về khối đa diện đã được chấp nhận, bản thứ ba về Mặt cắt hình nón đã bị từ chối.
Tháng 9 năm 1812, Cauchy bây giờ 23 tuổi, sau khi trở bệnh do làm việc quá sức, Cauchy quay về Paris. Một lý do khác cho sự trở về của ông là do ông đã mất đi sự yêu thích trong công việc kỹ thuật của mình, ngày càng bị thu hút bởi vẻ đẹp trừu tượng của toán học tại Paris, nơi ông sẽ tìm được một vị trí tốt hơn liên quan đến toán học. Mặc dù ông vẫn giữ vị trí kỹ thuật của mình, ông đã được chuyển từ biên chế của Bộ Hàng hải sang Bộ Nội vụ.